# Merve Hazer
Merve Hazer (Istanbul, 1 de març de 1994) és una actriu de sèrie de televisió i de cinema turca.
Nascuda i criada a la part àsiatica d'Istanbul, va graduar-se del liceu a Tuzla. Després d'un par de participacions en publicitat de TV, es va conocer amb el seu rol de la sèrie Ezel des de 2009. També va actuar en telesèries com a Kayıp Şehir (Ciutat perduda), Kertenkele (La Sargantana) i Güneşi Beklerken (Esperant el sol) i pel·lícules com a Yaşamak Güzel Şey (És bonica viure).